# Nabateus

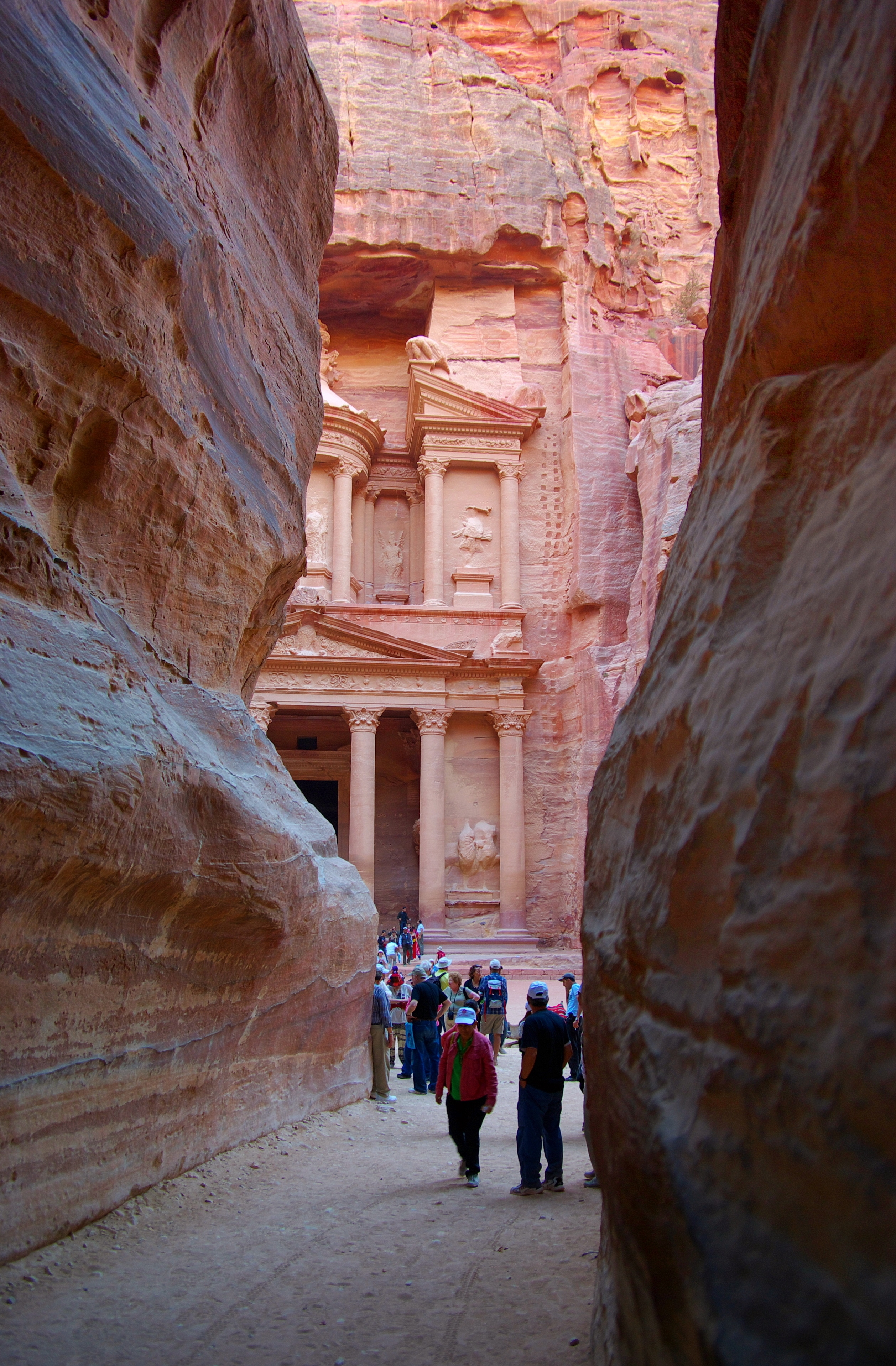
El temple d'Al Khazneh a Petra, capital dels nabateus.

Un mapa de l'imperi romà sota Hadrià (governat entre 117 i 138 dC), que mostra la ubicació dels Arabes Nabataei a les regions desèrtiques al voltant de la província romana d'Arabia Petraea (inferior dreta)

Els nabateus (arameu nabateu: 𐢕𐢃𐢋𐢈, NBṬW, vocalitzat nabāṭū; accadi: 𒈾𒁀𒌅, nabātu; àrab: ٱلْأَنْبَاط, al-anbāṭ; grec antic: Ναβαταῖος) foren un poble nòmada àrab establert al desert de Jordània i el nord d'Aràbia. Els kedarites, que habitaven anteriorment la mateixa regió, probablement foren absorbits pels nabateus. La tradició bíblica els fa descendents de Nabaiot, el primogènit d'Ismael. Les fonts assíries i babilònies els esmenten com a Nabatu. Al segle iii aC, reapareixen a la història i dominen el comerç de la mar Roja, pel fet de controlar la costa del golf d'Aqaba. Van establir un regne que finalment fou annexionat per Trajà l'any 106.
El primer que donà informació dels nabateus fou Diodor de Sicília. El 312 aC, Antígon, després de recuperar Síria i Palestina dels ptolemeus, va organitzar una expedició contra els nabateus sota el comandament del general Ateneu, amb 4.000 soldats d'infanteria i 600 homes a cavall. Llavors, els nabateus vivien en una terra desèrtica sense fonts ni rius. Els costums del poble són esmentats durant l'expedició: no bevien vi, no construïen cases, no tenien vinyes ni camps, ni llavors, i vivien en tendes; l'alteració d'aquests costums era un crim capital; es dedicaven a la ramaderia i alguns tenien camells i d'altres cabres, més que altres tribus àrabs; transportaven espècies i plantes aromàtiques del sud d'Aràbia, que arribaven a Petra, la seva capital; quan eren atacats per un enemic més fort, es retiraven als paratges dessolats on no els podien seguir per manca d'aigua, on tenien preparades reserves d'aigua amagades secretament, excavades a terra o a la roca; menjaven carn i llet i productes naturals com la mel, que bevien barrejada amb aigua; cada any, feien una fira i, aprofitant que eren en aquesta fira, el general Ateneu va atacar Petra, la capital, en una marxa de tres dies i tres nits; la va ocupar i en feu un gran botí, però en la retirada fou sorprès pels nabateus i el seu exèrcit fou destruït, i en restaren vius només 50 homes.
Antígon va enviar una altra expedició sota comandament de Demetri, però com que els nabateus estaven preparats, es va haver de retirar.
Estrabó els esmenta també i diu que eren prudents i estalviadors, i els que perdien la seva propietat eren castigats i els que la incrementaven, premiats; tenien alguns esclaus, però pocs, i amb el temps els més nobles s'havien tornat refinats; adoraven el foc i feien sacrificis diaris al sol; el poder del rei era limitat; les ciutats no tenien muralles.
Conquerit el regne el 105 per Trajà, es va convertir en la província d'Aràbia i, progressivament, els seus habitants es van romanitzar.

## Xeics dels Nabatu
- Natnu vers 650 aC
- Nuhuru ibn Natnu

## Reis dels nabateus
- Harithath I (Aretes I) 169-144 aC
- Maliku I (Malichus I) 144-110 aC
- Harithath II (Aretes II) 110-95 aC
- Erotim vers 110-100 aC
- Ubaidah I (Obodes I) 95-87 aC
- Ar-Rabil I (Rabbel I) 87 aC
- Harithath III (Aretes III Filohel·len) 87-62 aC
- Ubaidah II (Obodes II) 62-vers 50 aC
- Maliku II (Malichus II) vers 50-28 aC
- Ubaidah III (Obodes III) 28-9 aC
- Harithath IV (Aretes IV Filopàter) 9 aC-40 dC
- Maliku III (Malichus III) vers 40-70
- Shakilat (reina) vers 40-60
- Ar-Rabil II (Rabbel II Sòter) vers 71-106
- Gamilat (reina) vers 70-90
- Maliku IV (Malichus IV) 106
- A Roma 105, província d'Aràbia.